# Albert Lee
Albert Lee (Leominster, 21 dicembre 1943) è un chitarrista inglese noto per la sua particolare tecnica mista plettro e dita della mano destra (chicken picking) e per il suo grande virtuosismo.

## Biografia
Cresce a Blackheath. Suo padre era un musicista, Albert studia pianoforte. Durante questi anni, come molti coetanei, diventa fan di Buddy Holly e di Jerry Lee Lewis. Inizia a suonare la chitarra nel 1958, quando i suoi genitori gli comprarono una Höfner "President" usata, che venne poi scambiata per la Cecoslovacca "Grazioso", precursore della Futurama.  
Più tardi Albert compra una Fender. 
Albert Lee lascia la scuola a 16 anni per dedicarsi interamente alla musica. 
Si è dedicato principalmente al rock & roll, rhythm 'n' blues e musica country. 
Ha collaborato con artisti famosi tra cui Ritchie Blackmore, Ian Paice, Eric Clapton, Everly Brothers, Emmylou Harris, Tommy Emmanuel.
Ha vinto molti premi e riconoscimenti ed anche un Grammy Award nel 2002 e nel 2008 nella categoria "Best Country Instrumental Performance".
Nel 2015 lascia il gruppo di Garry Hogan (Albert Lee & Hogan´s Heroes) e inizia a girare sotto il suo nome stesso. Si trasferisce a Los Angeles (USA) e fonda un nuovo gruppo con JT Thomas (keyboards), Jason Smith (batteria) e Will MacGregor (basso). Come "Albert Lee & his US-Band" suona diversi tour e concerti. 
Nel 2016 torna in Europa per un lungo tour. Ultima tappa è il famoso Steinegg Live Festival di Collepietra in Provincia di Bolzano (unica tappa in Italia).

## Discografia

### Album in studio
- 1979 - Hiding
- 1982 - Albert
- 1986 - Speechless
- 1987 - Gagget but not Bound
- 1991 - Black Claw
- 2002 - Tear It Up
- 2003 - Heartbreak Hill
- 2006 - Road Runner
- 2008 - Like This
- 2014 - Highway Man
- 2019 - Gypsy Man